# Speyeria hydaspe
Speyeria hydaspe is een vlinder uit de familie van de Nymphalidae. De wetenschappelijke naam van de soort is voor het eerst geldig gepubliceerd in 1869 door Jean Baptiste Boisduval.